# Habib Maïga
Habib Digbo G'nampa Maïga (Gagnoa, 1º gennaio 1996) è un calciatore ivoriano, centrocampista del Ferencváros.

## Caratteristiche tecniche
Maiga è un centrocampista centrale con caratteristiche prettamente difensive. Tra le sue peculiarità spiccano il tackle ed il recupero palla.

## Carriera

### Club

#### Saint-Étienne e prestito in Russia
Dopo aver iniziato la propria carriera in patria, giocando per l'Ivoire Académie, nel 2015 Maïga si trasferisce al Saint-Étienne, venendo integrato inizialmente nelle giovanili. In questo periodo Maïga è però colpito da vari infortuni, tra cui una frattura alle vertebre cervicali e vari problemi muscolari, che lo tengono fuori dal campo per 10 mesi. Ciononostante, il Saint-Étienne decide comunque di fargli siglare il suo primo contratto da professionista. Dopo aver esordito in prima squadra nelle ultime giornate della Ligue 1 2016-2017 in un match pareggiato 2-2 contro il Bordeaux, la stagione successiva, con l'arrivo in panchina di Óscar García Junyent, Maïga inizialmente trova più spazio. Tuttavia, con l'esonero di García e l'arrivo sulla panchina dei Verts di Jean-Louis Gasset, Maïga viene relegato in panchina, e per giocare maggiormente chiede ed ottiene di poter essere ceduto in prestito.
Nel febbraio 2018 dunque si trasferisce in prestito per 6 mesi ai russi dell'Arsenal Tula, ma a causa di un nuovo infortunio che lo tiene fuori 2 mesi, riesce a giocare una sola partita.

#### Metz
Il 10 luglio 2018, di ritorno dalla parentesi negativa in Russia, Maïga si trasferisce in prestito con diritto di riscatto al Metz, club appena retrocesso in Ligue 2. Nel corso della stagione, dopo un periodo di ambientamento e ripresa dopo l'infortunio patito in Russia, Maïga si impone come una delle colonne del centrocampo della squadra. Il 28 giugno 2019, al termine di una stagione che vede il Metz promosso in Ligue 1, i granata esercitano il diritto di riscatto e Maiga firma un contratto di 3 anni. Anche nella sua prima stagione in Ligue 1 col Metz, conclusasi anticipatamente a causa della pandemia di COVID-19, che decreta la salvezza dei granata, Maïga si conferma uno dei giocatori più determinanti della squadra.

#### Ferencváros
Il 4 gennaio 2024 viene acquistato a titolo definitivo dagli ungheresi del Ferencváros.

## Statistiche

### Presenze e reti nei club
Statistiche aggiornate al 5 gennaio 2024.
| Stagione             | Squadra              | Campionato           | Campionato | Campionato | Coppe nazionali | Coppe nazionali | Coppe nazionali | Coppe continentali | Coppe continentali | Coppe continentali | Altre coppe | Altre coppe | Altre coppe | Totale | Totale | Totale |
| Stagione             | Squadra              | Comp                 | Pres       | Reti       | Comp            | Pres            | Reti            | Comp               | Pres               | Reti               | Comp        | Pres        | Reti        | Pres   | Reti   |        |
| -------------------- | -------------------- | -------------------- | ---------- | ---------- | --------------- | --------------- | --------------- | ------------------ | ------------------ | ------------------ | ----------- | ----------- | ----------- | ------ | ------ | ------ |
| 2016-2017            | Saint-Étienne        | L1                   | 5          | 0          | CF+CdL          | 0               | 0               |                    | -                  | -                  |             | -           | -           | 5      | 0      |        |
| 2017-feb. 2018       | Saint-Étienne        | L1                   | 13         | 1          | CF              | 1               | 1               |                    | -                  | -                  |             | -           | -           | 14     | 2      |        |
| Totale Saint-Étienne | Totale Saint-Étienne | Totale Saint-Étienne | 18         | 1          |                 | 1               | 1               |                    | -                  | -                  |             | -           | -           | 19     | 2      |        |
| feb.-giu. 2018       | Arsenal Tula         | PL                   | 1          | 0          | CR              | -               | -               |                    | -                  | -                  |             | -           | -           | 1      | 0      |        |
| 2018-2019            | Metz                 | L2                   | 16         | 2          | CF+CdL          | 3+1             | 0               | -                  | -                  | -                  | -           | -           | -           | 20     | 2      |        |
| 2019-2020            | Metz                 | L1                   | 26         | 1          | CF+CdL          | 0+1             | 0               | -                  | -                  | -                  | -           | -           | -           | 27     | 1      |        |
| 2020-2021            | Metz                 | L1                   | 31         | 1          | CF              | 3               | 0               | -                  | -                  | -                  | -           | -           | -           | 34     | 1      |        |
| 2021-2022            | Metz                 | L1                   | 17         | 2          | CF              | -               | -               | -                  | -                  | -                  | -           | -           | -           | 17     | 2      |        |
| 2022-2023            | Metz                 | L2                   | 31         | 1          | CF              | 2               | 0               | -                  | -                  | -                  | -           | -           | -           | 33     | 1      |        |
| 2023-gen. 2024       | Metz                 | L1                   | 7          | 0          | CF              | -               | -               | -                  | -                  | -                  | -           | -           | -           | 7      | 0      |        |
| Totale Metz          | Totale Metz          | Totale Metz          | 128        | 7          |                 | 10              | 0               |                    | -                  | -                  |             | -           | -           | 138    | 7      |        |
| gen.-giu. 2024       | Ferencváros          | NB1                  | 0          | 0          | CU              | 0               | 0               | UCL+UECL           | 0+0                | 0                  | -           | -           | -           | 0      | 0      |        |
| Totale carriera      | Totale carriera      | Totale carriera      | 147        | 8          |                 | 11              | 1               |                    | -                  | -                  |             | -           | -           | 158    | 9      |        |

## Palmarès

### Club

#### Competizioni nazionali
- Ligue 2: 1

Metz: 2018-2019
- Campionato ungherese: 2

Ferencváros: 2023-2024, 2024-2025